# Mueang Narathiwat (huyện)
Mueang Narathiwat (tiếng Thái: เมืองนราธิวาส) là huyện thủ phủ (Amphoe Mueang) của tỉnh Narathiwat, phía nam Thái Lan.

## Lịch sử
Khu vực Mueang Narathiwat ban đầu là một làng có tên Menara (เมอนารา or เมอนารอ), thuộc Mueang Sai Buri. Sau này làng được nâng cấp thành xã thuộc Mueang Ra-ngae. Sau đó làng này được nâng lên thành Mueang Bang Nara. Vua Vajiravudh (Rama VI) đã đổi tên thành phố này thành Narathiwat, nhưng huyện vẫn dùng tên cũ Bang Nara. Năm 1937, tên đã được đổi thành huyện Mueang Narathiwat do tỉnh cùng tên.

## Địa lý
Các huyện giáp ranh (từ phía đông nam theo chiều kim đồng hồ) là Tak Bai, Cho-airong, Ra-ngae, Yi-ngo, Bacho của tỉnh Narathiwat, Mai Kaen của tỉnh Pattani và vịnh Thái Lan.
Nguồn nước chính ở đây là sông Bang Nara.
Vườn quốc gia Ao Manao-Khao Tanyong nằm ở huyện này.

## Hành chính
Huyện này được chia thành 7 phó huyện (tambon), các đơn vị này lại được chia ra thành 57 làng (muban). The thị xã (thesaban mueang) Narathiwat nằm trên một phần của tambon Bang Nak. 6 tambon đều có một tổ chức hành chính tambon lãnh đạo.
| STT | Tên         | Tên tiếng Thái | Số làng | Dân số |  |
| --- | ----------- | -------------- | ------- | ------ |  |
| 1.  | Bang Nak    | บางนาค         | -       | 40.406 |  |
| 2.  | Lam Phu     | ลำภู            | 11      | 10.543 |  |
| 3.  | Manang Tayo | มะนังตายอ       | 7       | 7.721  |  |
| 4.  | Bang Po     | บางปอ          | 8       | 9.844  |  |
| 5.  | Kaluwo      | กะลุวอ          | 7       | 8.382  |  |
| 6.  | Kaluwo Nuea | กะลุวอเหนือ      | 12      | 13.575 |  |
| 7.  | Khok Khian  | โคกเคียน        | 12      | 18.173 |  |